# Pop latino
El pop latino es un género de música pop que tiene influencia latina, generalmente se aplica a la música originaria de Hispanoamérica. Pero también puede ser aplicada a la música pop de cualquier parte del mundo de habla derivados directamente del latín. El pop latino suele estar cantado en español, italiano, rumano y portugués. 

## Historia
El pop latino surge de la confluencia de estilos tradicionales hispanos como el bolero, la balada y otros con la música pop procedente de los anglosajones en los años 60 del siglo XX. La principal vertiente es la cantada en español, a veces por artistas procedentes de otros países que cantan para audiencias hispanas. También sucede el fenómeno contrario, artistas de lengua española que adaptan sus canciones a otras lenguas como el inglés o el francés, sin dejar de ser pop latino.
Especial mención merece la figura de la cantante cubano-estadounidense Gloria Estefan, quien a partir de los años 1980 ejerció un papel fundamental en la popularización de este género más allá de sus fronteras naturales, especialmente en Estados Unidos.
Una corriente paralela y próxima al pop latino, con la que a veces se confunde o se entremezcla, es la canción melódica (también conocida a veces como balada latina) con artistas como Juan Gabriel, José José, Luis Miguel, Rocío Dúrcal, Julio Iglesias, Marco Antonio Solís, Camilo Sesto, Sandro, José Luis Rodríguez, Roberto Carlos, Raphael, José Luis Perales, Ana Gabriel, Yuri (siendo la primera latinoamericana en certificar disco de oro en Europa) y Myriam Hernández, entre muchos otros.
Una de las prácticas habituales dentro del pop latino consiste en la adaptación de ritmos latinoamericanos y sustituye con las orquestas típicas, o ibéricos con el fin de convertirse en un producto que pueda ser oído más allá de su público tradicional. Desde los años 1950, ya se hacía esta práctica con el fin de penetrar en el mercado estadounidense. Uno de los ejemplos más notables es el éxito de Dámaso Pérez Prado en los Estados Unidos. En los años 1990 se intensificó dando privilegios a los sonidos más atractivos para el público panamericano, pero no hay un estilo que se quede detrás: banda, cumbia, flamenco, merengue, norteña, salsa, samba, bachata, vallenato, tex-mex, etc. Un caso notable es Carlos Vives, quien hizo de la música tradicional colombiana un producto pop así como el grupo Bacilos.
Debido a que el pop latino es en esencia popular, se han entendido como pertenecientes a este género artistas de otros estilos musicales que cobraron moda durante algún tiempo. Es el caso del rock en español a finales de los años 80 y en los 90, en que bandas como Soda Stereo, Enanitos Verdes o Maná, debido a la popularidad que gozaban, fueron considerados como referentes tanto del género pop como del rock. A partir del año 2000, las tendencias se acercan más al hip hop, pero la variante latina, que es el reguetón, es la que está cobrando el mismo interés que alguna vez lo hizo el rock en español, con artistas y dúos de reguetón como Daddy Yankee, Baby Rasta y Gringo, Don Omar, Tito el Bambino, Jowell y Randy, Lary Over, Zion y Lennox, Plan B, y por ello muchos artistas  han tomado la esencia de este género para fusionarlas al género pop latino y además de música urbana, y siendo pionera la cantante mexicana Paulina Rubio quien en el año 2004 en su álbum «Pau-latina» realizó la canción «Perros», la cual era una combinación de música pop con reguetón.
Algunos artistas nacidos en países no latinos han grabado canciones en español o con contenido latino; algunos de ellos son: «La isla bonita», «Verás», «Lo que siente la mujer» y «Medellín» de Madonna; «Todo mi amor eres tú» de Michael Jackson, «Dov'è L'Amore» de Cher; «A Better Place» de Don Johnson y Yuri; «Bello embustero», y «Si yo fuera un chico», «Irremplazable» y «Oye» de Beyoncé; «Mambo n.º 5» de Lou Bega; «Los Amores» de Kylie Minogue; «Vuelve a Mí» de Janet Jackson; «Héroe», «El amor que soñé» y «Mi todo» de Mariah Carey; y «Sola otra vez» y «Aún existe amor» de Celine Dion, entre otros. Cabe mencionar que también hay artistas nacidos en países no latinos, aunque con ascendencia latina, que han lanzado álbumes en español con el fin de entrar en el mercado de habla hispana, como Mi reflejo y Aguilera de Christina Aguilera, Mi plan de Nelly Furtado y Como ama una mujer de Jennifer Lopez.

### Década de 2010 en adelante
Desde inicios de los años 2010, se empezó a desarrollar otro género conocido como pop urbano o pop contemporáneo, el cual consiste de una fusión entre el pop y la bachata, el reguetón o la cumbia. Entre los artistas que lanzaron canciones bajo este subgénero se encuetran Joey Montana, Luis Fonsi, Reik, Thalía, Fonseca, Carlos Vives, Pitbull, Gente de Zona, Jhon Z, Daddy Yankee, Natti Natasha, Sebastián Yatra, Becky G, Ozuna, Karol G, Pedro Capó, Anitta, Piso 21 y CNCO, con notable influencia del reguetón.
Además, hay cantantes nuevos que se incursionan en este género, como Danna Paola, Morat, Camilo, Mau & Ricky, Lali, Tini y Luis Jara, y otros artistas que han cimentado sus bases en la industria del pop latino.